# 金川晋吾
金川 晋吾 (かながわ しんご、1981年 - ) は、日本の写真家。

## 人物・来歴
京都府生まれ。高校時代に写真を始める。2006年神戸大学発達科学部人間発達科学科卒業、2015年東京藝術大学大学院美術研究科先端芸術表現専攻博士課程修了、「写真と存在 父という他者を撮ることについて」で博士（美術）。
学部在学中にインターメディウム研究所に通う。
三木淳賞、さがみはら写真新人奨励賞受賞。
近年の主な展覧会、2019年「同じ別の生き物」アンスティチュ・フランセ、2018年「長い間」横浜市民ギャラリーあざみ野、2022年「六本木クロッシング2022展：往来オーライ」森美術館など。

## 著書
- 『father』(青幻舎)2016年、
- 『いなくなっていない父』晶文社）2023年
- 『金川晋吾写真集「長い間」（ナナルイ）2023年

共著
- 『犬たちの状態』(太田靖久との共著、フィルムアート社 2021年